# Sur 2da. Sección
Sur 2da. Sección är en ort i Mexiko.   Den ligger i kommunen Comalcalco och delstaten Tabasco, i den sydöstra delen av landet, 600 km öster om huvudstaden Mexico City. Sur 2da. Sección ligger 17 meter över havet och antalet invånare är 843.
Terrängen runt Sur 2da. Sección är mycket platt. Runt Sur 2da. Sección är det ganska tätbefolkat, med 166 invånare per kvadratkilometer. Närmaste större samhälle är Comalcalco, 10,9 km norr om Sur 2da. Sección. Trakten runt Sur 2da. Sección består till största delen av jordbruksmark.